# Петров, Геннадий Михайлович
Геннадий Михайлович Петров (01.06.1924-02.12.2008) — российский учёный в области радиотехники и радиолокационной астрономии, лауреат Государственной премии СССР.
Родился 1 июня 1924 г. в селе Дорогорское Мезенского района Архангельской области. В 1940 г. поступил в техникум. С октября 1941 г. работал на строительстве укреплений под Москвой и восстанавливал в Москве разрушенные здания.
В августе 1942 г. призван в РККА, после окончания школы зенитно-артиллерийского полка воевал в составе 130-го Отдельного бронепоезда ПВО, участвовал в боях на Южном, Западном и Юго- Западном фронтах, наводчик, затем командир орудия. Награждён медалью «За боевые заслуги».
В 1955 г. окончил радиотехнический факультет Московского энергетического института. Работал в Институте радиотехники и электроники АН СССР; с 1972 — заведующий Лабораторией систем планетной радиолокации.
Его лаборатория выполнила обширную программу радиолокационных наблюдений планет и радиофизических исследований в космосе с помощью автоматических межпланетных станций «Марс-4, −5, −6», «Венера-9, −10, −11, −12» и искусственного спутника Луны «Луна-22».
Кандидат физико-математических (1968, специальность «Радиоастрономия»).
В 1964 году составе коллектива награжден Ленинской премией за радиолокационные исследования Венеры, Марса, Меркурия.
В 1982 году в составе коллектива за цикл работ «Создание единой релятивистской теории движения внутренних планет» присуждена Государственная премия СССР.
Награждён орденом «Знак Почёта».